# Paio Soares Correia
Paio Soares Correia (1175 —?) foi um nobre rico-homem e cavaleiro medieval português, foi Senhor do Solar de Fralães e padroeiro da Igreja de São Pedro do Monte de Fralães, Monte de Fralães e da Igreja de Viatodos, na localidade de Viatodos, cujo orago é Santa Maria, a mãe de Jesus, tal como o tinham sido os seus antepasados.

## Relações familiares
Foi filho de Soeiro Pais Correia (1150 -?) e de Urraca Oeriz Guedeão, (1170 -?), filha de Oer Guedaz Guedeão (1040 -?) e de Aragunte Gomes (1050 -?). Casou por duas vezes, a primeira com D. Gotinha Godiz, filha de D. Godinho Fafes de Lanhoso (5ª Senhor de Lanhoso) e de Ouroana (ou Gontinha) Mendes de Riba Douro. O segundo casamento foi com D. Maria Gomes da Silva, filha de D. Gomes Pais da Silva (1120 -?) e de Urraca Nunes Velho (1130 -?). 
Do primeira casamento teve:
1. Ouroana Pais Correia, casada com Paio Pires Gravel.
2. Sancha Pais Correia casada com Reimão Pires de Riba de Vizela.

Do segundo casamento teve:
1. Pedro Pais Correia (1200 -?) casado com Dórdia Pais de Aguiar (1210 -?), filha de Pero Mendes de Aguiar (1140 -?) e de Estevainha Mendes de Gundar (1175 -?).
2. Maria Pais de Friães (1210 -?) casada com Vasco Martins Mogudo (1190 -?).